# Петроградские Гавроши
«Петроградские Гавроши» — советский полнометражный цветной художественный фильм, поставленный на Киностудии «Ленфильм» в 1987 году режиссёром Сергеем Снежкиным.

## Сюжет
Семидесятилетию Великой Октябрьской социалистической революции посвящается
Хроника октябрьских дней 1917 года, ставших решающими для ребят из сиротского приюта, принявших участие в революционных событиях Петрограда.

## В главных ролях
- Евгений Лебедев — Котофей
- Валя Грознов — Робеспьер

## В ролях
- Адольф Ильин — Тулла
- Андрей Александров — Афоня
- Дима Алифатов — Дорожкин
- Серёжа Балабонин — Казанков
- Серёжа Балаболенков — Гангрена
- Серёжа Голощапов — Васильков
- Алёша Ефимов — Пушок
- Дима Кузьмин — Найденов
- Денис Макродченко — Татарников
- Коля Макродченко — Фитюлька
- Миша Манцеров — Кляча
- Серёжа Паршаков — Верста
- Виталий Раскопин — Костыль
- Миша Скородумов — Мясо
- Серёжа Стеценко — Сироткин
- Андрей Туманин — Муха
- Серёжа Ужинский — Попечитель
- Витя Ходырев — Ухо
- Серёжа Шутов — Японец

## Съёмочная группа
- Авторы сценария — Валерий Мнацаканов, Сергей Снежкин
- Режиссёр-постановщик — Сергей Снежкин
- Оператор-постановщик — Евгений Гуревич
- Художник-постановщик — Алексей Рудяков
- Композитор — Александр Кнайфель
- Звукооператор — Алиакпер Гасан-заде

## Награды
- Профессиональная премия киностудии «Ленфильм» 1987 года имени Евгения Енея художнику Алексею Рудякову.